# Henry J. Gardner
Pour les articles homonymes, voir Gardner.
Henry Joseph Gardner (14 juin 1819 - 21 juillet 1892) est un homme politique américain. Il fut gouverneur du Massachusetts sous l'étiquette Know Nothing de 1855 à 1858.